# Chave de Ponte
Chave de Ponte es una aldea española situada en la parroquia de Bastavales, del municipio de Brión, en la provincia de La Coruña, Galicia.

## Demografía
| Gráfica de evolución demográfica de Chave de Ponte entre 2000 y 2021 |
|                                                                      |
| Datos según el nomenclátor publicado por el INE.                     |